# Philippe Couillard
Philippe Couillard (Montreal, 26 de junho de 1957) é um político canadense que serviu como o 31º primeiro-ministro do Quebec de 23 de abril de 2014 a 18 de outubro de 2018. Foi ainda, entre 2013 e 2018, líder do Partido Liberal do Quebec, tendo sido, antes disso, professor universitário e neurocirurgião.